# Gesalic
Gesalic (overleden 513), ook geschreven als Gesalik, was een koning van de Visigoten van 507 tot 511. Hij was de onwettige zoon van Alarik II. Hij werd door de Visigoten tot koning verkozen na de dood van Alarik in de Slag bij Vouillé, omdat Alarics wettige zoon Amalaric te jong was om koning te worden.
Op het moment dat Gesalic koning werd, stond het Visigotische rijk in Gallia op instorten door de strijd tegen de Franken. Hij werd echter gered door de Ostrogoten onder Theodorik de Grote, die Narbonne heroverden en Arles tegen Frankisch verovering verdedigden.
Hij werd eerst gesteund door Theodorik de Grote maar die steun vervaagde, en Theodorik zette in zijn plaats Amalaric, die van moederszijde een kleinzoon van Theodorik was, op de troon. Gesalic werd verslagen door de Ostrogotische generaal Ibbas, en was gedwongen te vluchten naar de Vandalenkoning, Thrasamund in Carthago. Deze steunde eerst Gesalec maar wilde hem geen mannen ter beschikking stellen.
Hierna vluchtte Gesalic naar Aquitanië, en viel vandaaruit in 513 opnieuw Spanje binnen. Hij werd opnieuw verslagen door Ibbas, en op de vlucht naar de Bourgondiërs bij de rivier de Durance gevangengenomen en daarna geëxecuteerd.
Alarik I ·
Athaulf ·
Sigerik ·
Wallia ·
Theoderik I ·
Thorismund ·
Theoderik II ·
Eurik ·
Alarik II ·
Gesalic ·
Amalarik ·
Theudis ·
Theudigisel ·
Agila I ·
Athanagild ·
Liuva I ·
Leovigild ·
Reccared I ·
Liuva II ·
Witterik ·
Gundemar ·
Sisebut ·
Reccared II ·
Suintila ·
Sisenand ·
Chintila ·
Tulga ·
Chindaswinth ·
Recceswinth ·
Wamba ·
Erwig ·
Ergica ·
Wittiza ·
Roderik ·
Achila II ·
Ardon